# World Soccer magazin
A World Soccer egy angol nyelvű labdarúgómagazin, melynek kiadója az IPC Media. A nemzetközi labdarúgás eseményeinek bemutatására szakosodott. Többek között Brian Glanville is rendszeresen ír cikkeket bele. A World Soccer a European Sports Magazines tagja, amely a hasonló témával foglalkozó, különböző nyelvű magazinokat tömörítő szervezet. További tagok az A Bola, a Don Balón, a Kicker, a La Gazzetta dello Sport és a Sport-Express. Ennek a csoportnak a tagjai választják meg a "Hónap európai csapatát" és "Az év európai csapatát".
1982-ben a World Soccer létrehozta az "Év játékosa", az "Év edzője" az "Év csapata" díjakat. Először 2005-ben adták át az "Év fiatal játékosa" és az "Év játékvezetője" díjakat. A World Soccer 1999 decemberében megjelent számában az olvasók elkészítettek egy listát, amely a 20. század 100 legnagyszerűbb játékosát tartalmazza.

## Díjak nyertesei
| - 2024 – Rodri, Manchester City - 2023 – Erling Haaland, Manchester City - 2022 – Lionel Messi, Paris Saint-Germain - 2021 – Robert Lewandowski, Bayern München - 2020 – Robert Lewandowski, Bayern München - 2019 – Lionel Messi, Barcelona - 2018 – Luka Modrić, Real Madrid - 2017 – Cristiano Ronaldo, Real Madrid - 2016 – Cristiano Ronaldo, Real Madrid - 2015 – Lionel Messi, Barcelona - 2014 – Cristiano Ronaldo, Real Madrid - 2013 – Cristiano Ronaldo, Real Madrid - 2012 – Lionel Messi, Barcelona (47,3%) - 2011 – Lionel Messi, Barcelona (60,2%) - 2010 – Xavi, Barcelona (25,8%) - 2009 – Lionel Messi, Barcelona (43,2%) - 2008 – Cristiano Ronaldo, Manchester United (48%) - 2007 – Kaká, AC Milan (52%) - 2006 – Fabio Cannavaro, Juventus & Real Madrid (40%) - 2005 – Ronaldinho, Barcelona (39%) - 2004 – Ronaldinho, Barcelona (29%) - 2003 – Pavel Nedvěd, Juventus (36%) - 2002 – Ronaldo, Internazionale & Real Madrid (26%) - 2001 – Michael Owen, Liverpool (31%) - 2000 – Luís Figo, Barcelona & Real Madrid (26%) - 1999 – Rivaldo, Barcelona (42%) - 1998 – Zinédine Zidane, Juventus (23%) - 1997 – Ronaldo, Barcelona & Internazionale (27%) - 1996 – Ronaldo, Barcelona (17%) - 1995 – Gianluca Vialli, Juventus (18%) - 1994 – Paolo Maldini, AC Milan (27%) - 1993 – Roberto Baggio, Juventus (14%) - 1992 – Marco van Basten, AC Milan (19%) - 1991 – Jean-Pierre Papin, Marseille (25%) - 1990 – Lothar Matthäus, Internazionale (22%) - 1989 – Ruud Gullit, AC Milan (24%) - 1988 – Marco van Basten, AC Milan (43%) - 1987 – Ruud Gullit, AC Milan (39%) - 1986 – Diego Maradona, Napoli (36%) - 1985 – Michel Platini, Juventus (21%) - 1984 – Michel Platini, Juventus (54%) - 1983 – Zico, Udinese (28%) - 1982 – Paolo Rossi, Juventus (23%) | - 2024 – Carlo Ancelotti, Real Madrid - 2023 – Josep Guardiola, Manchester City - 2022 – Lionel Scaloni, Argentína - 2021 – Roberto Mancini, Olaszország - 2020 – Hansi Flick, Bayern München - 2019 – Jürgen Klopp, Liverpool - 2018 – Didier Deschamps, Franciaország - 2017 – Zinédine Zidane, Real Madrid - 2016 – Claudio Ranieri, Leicester City - 2015 – Luis Enrique, Barcelona - 2014 – Joachim Löw, Németország - 2013 – Josef „Jupp” Heynckes, FC Bayern München - 2012 – Vicente del Bosque, Spanyolország (28,5%) - 2011 – Josep Guardiola, Barcelona (33,1%) - 2010 – José Mourinho, Internazionale & Real Madrid (48,3%) - 2009 – Josep Guardiola, Barcelona (62%) - 2008 – Alex Ferguson, Manchester United (38%) - 2007 – Alex Ferguson, Manchester United (56%) - 2006 – Marcello Lippi, Olaszország (36%) - 2005 – José Mourinho, Chelsea (34%) - 2004 – José Mourinho, FC Porto & Chelsea (36%) - 2003 – Carlo Ancelotti, AC Milan (20%) - 2002 – Guus Hiddink, Dél-Korea & PSV (28%) - 2001 – Gérard Houllier, Liverpool (28%) - 2000 – Dino Zoff, Olaszország (18%) - 1999 – Alex Ferguson, Manchester United (60%) - 1998 – Arsène Wenger, Arsenal (28%) - 1997 – Ottmar Hitzfeld, Borussia Dortmund (17%) - 1996 – Berti Vogts, Németország (28%) - 1995 – Louis van Gaal, Ajax (42%) - 1994 – Carlos Alberto Parreira, Brazília (17%) - 1993 – Alex Ferguson, Manchester United (21%) - 1992 – Richard Møller Nielsen, Dánia (28%) - 1991 – Michel Platini, Franciaország (42%) - 1990 – Franz Beckenbauer, NSZK & Marseille (53%) - 1989 – Arrigo Sacchi, AC Milan (42%) - 1988 – Rinus Michels, Hollandia & Bayer Leverkusen (48%) - 1987 – Johan Cruijff, Ajax (25%) - 1986 – Guy Thys, Belgium (15%) - 1985 – Terry Venables, Barcelona (30%) - 1984 – Michel Hidalgo, Francia (30%) - 1983 – Sepp Piontek, Dánia (29%) - 1982 – Enzo Bearzot, Olaszország (49%) |

| # | Játékos            | Győzelmek |
| - | ------------------ | --------- |
| 1 | Lionel Messi       | 6         |
| 2 | Cristiano Ronaldo  | 5         |
| 3 | Ronaldo            | 3         |
| 4 | Michel Platini     | 2         |
| 4 | Ruud Gullit        | 2         |
| 4 | Marco van Basten   | 2         |
| 4 | Ronaldinho         | 2         |
| 4 | Robert Lewandowski | 2         |
| 9 | Paolo Rossi        | 1         |
| 9 | Zico               | 1         |
| 9 | Diego Maradona     | 1         |
| 9 | Lothar Matthäus    | 1         |
| 9 | Jean-Pierre Papin  | 1         |
| 9 | Roberto Baggio     | 1         |
| 9 | Paolo Maldini      | 1         |
| 9 | Gianluca Vialli    | 1         |
| 9 | Zinédine Zidane    | 1         |
| 9 | Rivaldo            | 1         |
| 9 | Luís Figo          | 1         |
| 9 | Michael Owen       | 1         |
| 9 | Pavel Nedvěd       | 1         |
| 9 | Fabio Cannavaro    | 1         |
| 9 | Kaká               | 1         |
| 9 | Xavi               | 1         |
| 9 | Luka Modrić        | 1         |
| 9 | Rodri              | 1         |
| 9 | Erling Haaland     | 1         |

| # | Ország        | Győzelmek |
| - | ------------- | --------- |
| 1 | Brazília      | 8         |
| 2 | Argentína     | 7         |
| 3 | Portugália    | 6         |
| 4 | Olaszország   | 5         |
| 5 | Franciaország | 4         |
| 5 | Hollandia     | 4         |
| 7 | Lengyelország | 2         |
| 7 | Spanyolország | 2         |
| 9 | Németország   | 1         |
| 9 | Csehország    | 1         |
| 9 | Anglia        | 1         |
| 9 | Horvátország  | 1         |
| 9 | Norvégia      | 1         |

| # | Bajnokság            | Győzelmek |
| - | -------------------- | --------- |
| 1 | La Liga (SPA)        | 20        |
| 2 | Serie A (ITA)        | 19        |
| 3 | Premier League (ENG) | 4         |
| 4 | Bundesliga (GER)     | 2         |
| 4 | Ligue 1 (FRA)        | 2         |

### Az év fiatal játékosa
- 2011 –  Neymar, Santos & Brazília (29,2%)
- 2010 –  Thomas Müller, Bayern München & Németország (45,8%)
- 2009 –  Sergio Agüero, Atlético de Madrid & Argentína (45,1%)
- 2008 –  Lionel Messi, Barcelona & Argentína (44%)
- 2007 –  Lionel Messi, Barcelona (34%)
- 2006 –  Lionel Messi, Barcelona (36%)
- 2005 –  Robinho, Santos (30%)

### Az év játékvezetője
- 2006 –  Horacio Elizondo (39%)
- 2005 –  Pierluigi Collina (31%)

### Az év csapata
- 2024 –  Spanyolország
- 2023 –  Manchester City
- 2022 –  Argentína
- 2021 –  Olaszország
- 2020 –  Bayern München
- 2019 –  Liverpool
- 2018 –  Franciaország
- 2017 –  Real Madrid
- 2016 –  Leicester City
- 2015 –  Barcelona
- 2014 –  Németország
- 2013 –  FC Bayern München[1]
- 2012 –  Spanyolország (47%)
- 2011 –  FC Barcelona (44%)
- 2010 –  Spanyolország (63%)
- 2009 –  FC Barcelona (75,9%)[2]
- 2008 –  Spanyolország (41%)[3]
- 2007 –  Irak (22%)[4]
- 2006 –  Barcelona (42%)
- 2005 –  Liverpool (27%)
- 2004 –  Görögország (25%)
- 2003 –  AC Milan (23%)
- 2002 –  Brazília (24%)
- 2001 –  Liverpool (26%)
- 2000 –  Franciaország (33%)
- 1999 –  Manchester United (61%)
- 1998 –  Franciaország (35%)
- 1997 –  Borussia Dortmund (20%)
- 1996 –  Nigéria (31%)
- 1995 –  Ajax (50%)
- 1994 –  AC Milan (33%)
- 1993 –  Parma (24%)
- 1992 –  Dánia (37%)
- 1991 –  Franciaország (20%)
- 1990 –  NSZK (28%)
- 1989 –  AC Milan (51%)
- 1988 –  Hollandia (43%)
- 1987 –  FC Porto (38%)
- 1986 –  Argentína (15%)
- 1985 –  Everton (42%)
- 1984 –  Franciaország (45%)
- 1983 –  Hamburg (29%)
- 1982 –  Brazília (30%)

## A 100 legnagyszerűbb játékos a 20. században
(1999 decemberében közzétéve)
| #  | Játékos            |
| -- | ------------------ |
| 1  | Pelé               |
| 2  | Diego Maradona     |
| 3  | Johan Cruijff      |
| 4  | Franz Beckenbauer  |
| 5  | Michel Platini     |
| 6  | Alfredo Di Stéfano |
| 7  | Puskás Ferenc      |
| 8  | George Best        |
| 9  | Marco van Basten   |
| 10 | Eusébio            |
| 11 | Lev Jasin          |
| 12 | Bobby Charlton     |
| 13 | Ronaldo            |
| 14 | Bobby Moore        |
| 15 | Gerd Müller        |
| 16 | Roberto Baggio     |
| 17 | Stanley Matthews   |
| 18 | Zico               |
| 19 | Franco Baresi      |
| 20 | Garrincha          |
| 21 | Paolo Maldini      |
| 22 | Kenny Dalglish     |
| 23 | Gabriel Batistuta  |
| 24 | Éric Cantona       |
| 25 | Gheorghe Hagi      |

| #  | Játékos               |
| -- | --------------------- |
| 26 | Romário               |
| 27 | Jairzinho             |
| 28 | Zinédine Zidane       |
| 29 | Ruud Gullit           |
| 30 | John Charles          |
| 31 | Lothar Matthäus       |
| 32 | Gordon Banks          |
| 33 | Jürgen Klinsmann      |
| 34 | Dennis Bergkamp       |
| 35 | Karl-Heinz Rummenigge |
| 36 | Gary Lineker          |
| 37 | Giuseppe Meazza       |
| 38 | Rivelino              |
| 39 | Didi                  |
| 40 | Ian Rush              |
| 41 | Peter Schmeichel      |
| 42 | Paolo Rossi           |
| 43 | George Weah           |
| 44 | Michael Owen          |
| 45 | Just Fontaine         |
| 46 | Duncan Edwards        |
| 47 | Dino Zoff             |
| 48 | Hriszto Sztoicskov    |
| 49 | David Beckham         |
| 50 | Tom Finney            |

| #  | Játékos                 |
| -- | ----------------------- |
| 51 | Rivaldo                 |
| 52 | Claudio Caniggia        |
| 53 | Tostão                  |
| 54 | Frank Rijkaard          |
| 55 | José Luis Chilavert     |
| 56 | Kevin Keegan            |
| 57 | Paul Gascoigne          |
| 58 | Roger Milla             |
| 59 | Michael Laudrup         |
| 60 | Andrij Sevcsenko        |
| 61 | David Ginola            |
| 62 | Glenn Hoddle            |
| 63 | Sócrates                |
| 64 | Roberto Carlos          |
| 65 | Alan Shearer            |
| 66 | Daniel Passarella       |
| 67 | Davor Šuker             |
| 68 | Dixie Dean              |
| 69 | Kocsis Sándor           |
| 70 | Juan Alberto Schiaffino |
| 71 | Christian Vieri         |
| 72 | Mario Kempes            |
| 73 | Johan Neeskens          |
| 74 | Luigi Riva              |
| 75 | José Nasazzi            |

| #   | Játékos              |
| --- | -------------------- |
| 76  | Günter Netzer        |
| 77  | Alessandro Del Piero |
| 78  | Carlos Valderrama    |
| 79  | Ricardo Zamora       |
| 80  | Enzo Francescoli     |
| 81  | Edgar Davids         |
| 82  | Francisco Gento      |
| 83  | Jim Baxter           |
| 84  | Falcão               |
| 85  | Ryan Giggs           |
| 86  | Sepp Maier           |
| 87  | Zbigniew Boniek      |
| 88  | Pat Jennings         |
| 89  | Sárosi György        |
| 90  | Giacinto Facchetti   |
| 91  | Alan Hansen          |
| 92  | Raymond Kopa         |
| 93  | Bryan Robson         |
| 94  | Matthias Sammer      |
| 95  | Kubala László        |
| 96  | Neville Southall     |
| 97  | Gérson               |
| 98  | Paulo Futre          |
| 99  | Preben Elkjær        |
| 100 | Bebeto               |

## Külső hivatkozások
- A World Soccer Magazine online változata (angolul)